# Mycteromyia bejaranoi
Mycteromyia bejaranoi är en tvåvingeart som beskrevs av Barretto och Duret 1954. Mycteromyia bejaranoi ingår i släktet Mycteromyia och familjen bromsar. Inga underarter finns listade i Catalogue of Life.